# Microdrosophila discrepantia
Microdrosophila discrepantia är en tvåvingeart som beskrevs av Bock 1982. Microdrosophila discrepantia ingår i släktet Microdrosophila och familjen daggflugor. Inga underarter finns listade i Catalogue of Life.